# Оксфорд (окръг, Мейн)
Вижте пояснителната страница за други значения на Оксфорд.
Окръг Оксфорд (на английски: Oxford County) е окръг в щата Мейн, Съединени американски щати. Площта му е 5633 km², а населението – 57 217 души (2016). Административен център е град Перис.